# Lvivske

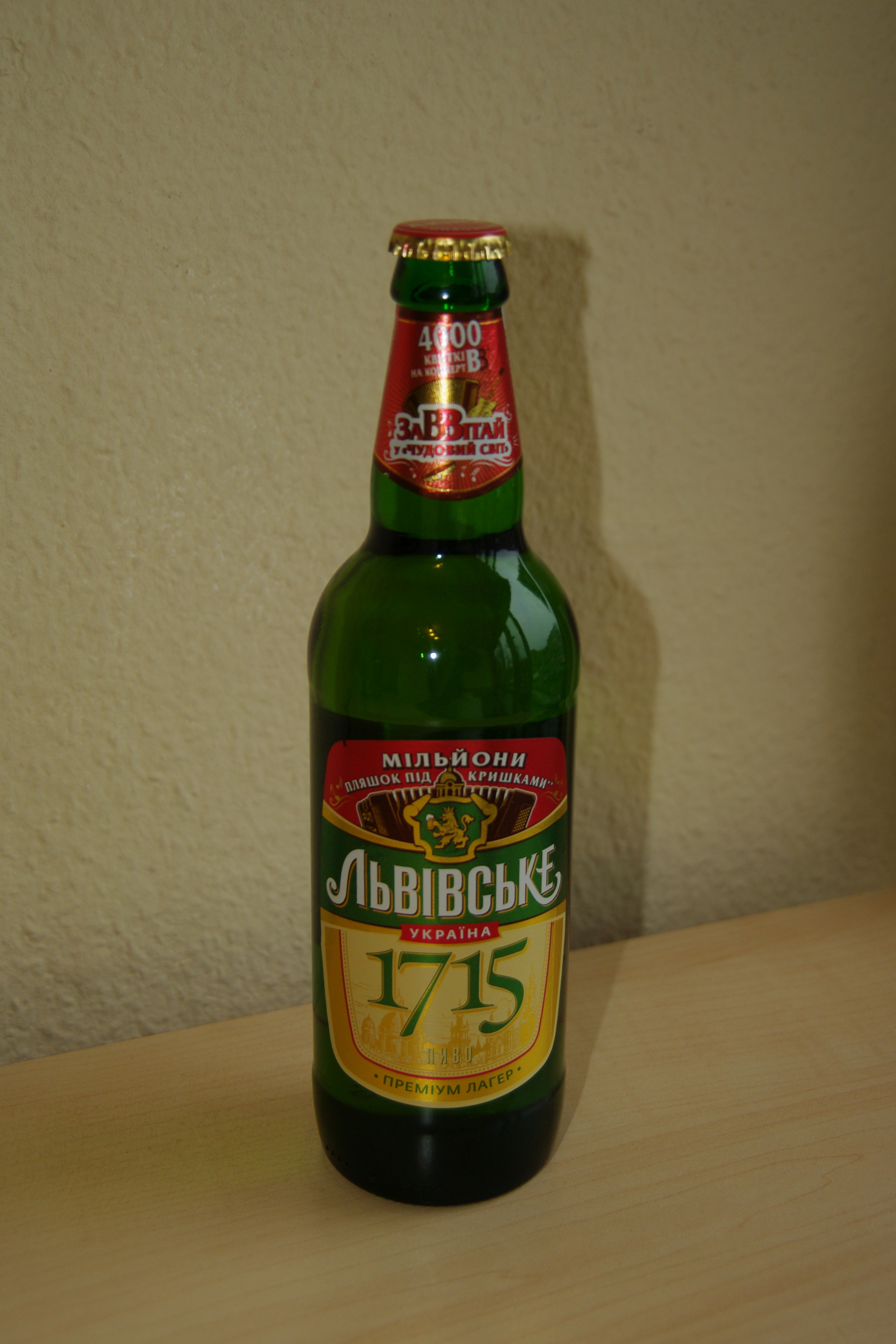

Lvivske (ukrainska: "Львівське") är en ukrainsk öl vars urspring kan spåras till en klosteröl från 1715. Den produceras av Slavutytj, en medlem i Carlsbergkoncernen. Lvivske producerar sex ölmärken för den inhemsk såväl som den internationella marknaden.

## Ölsorter

### Lvivske-öler
| Ölsort                    | Typ           | Volymprocent alkohol |
| ------------------------- | ------------- | -------------------- |
| Lvivske Premium           | pilsner       | 4,7%                 |
| Lvivske 1715              | pilsner       | 4,0%                 |
| Lvivske Svitle ("Ljus")   | pilsner       | 3,7%                 |
| Lvivske Mitsne ("Stark")  | stark pilsner | 7,0%                 |
| Lvivske Porter            | stout         | 8,0%                 |
| Lvivske Zhive ("Levande") | levande öl    | 4,8%                 |
| Lvivske Rizdvyane ("Jul") | Mörk julöl    | 3,9%                 |

### Robert Doms-öler
Robert Doms (1816-1893) var en preussare som flyttade till Lviv och grundade ett bryggeri på 1850-talet och blev en framstående affärsman och filantrop; detta bryggeri kom att bli en del av Lvivske.  Den grottlike källarrestaurangen under Lvivskes bryggeri är uppkallat efter Robert Doms, och är även en premiumserie av ölsorter som introducerades 2014:

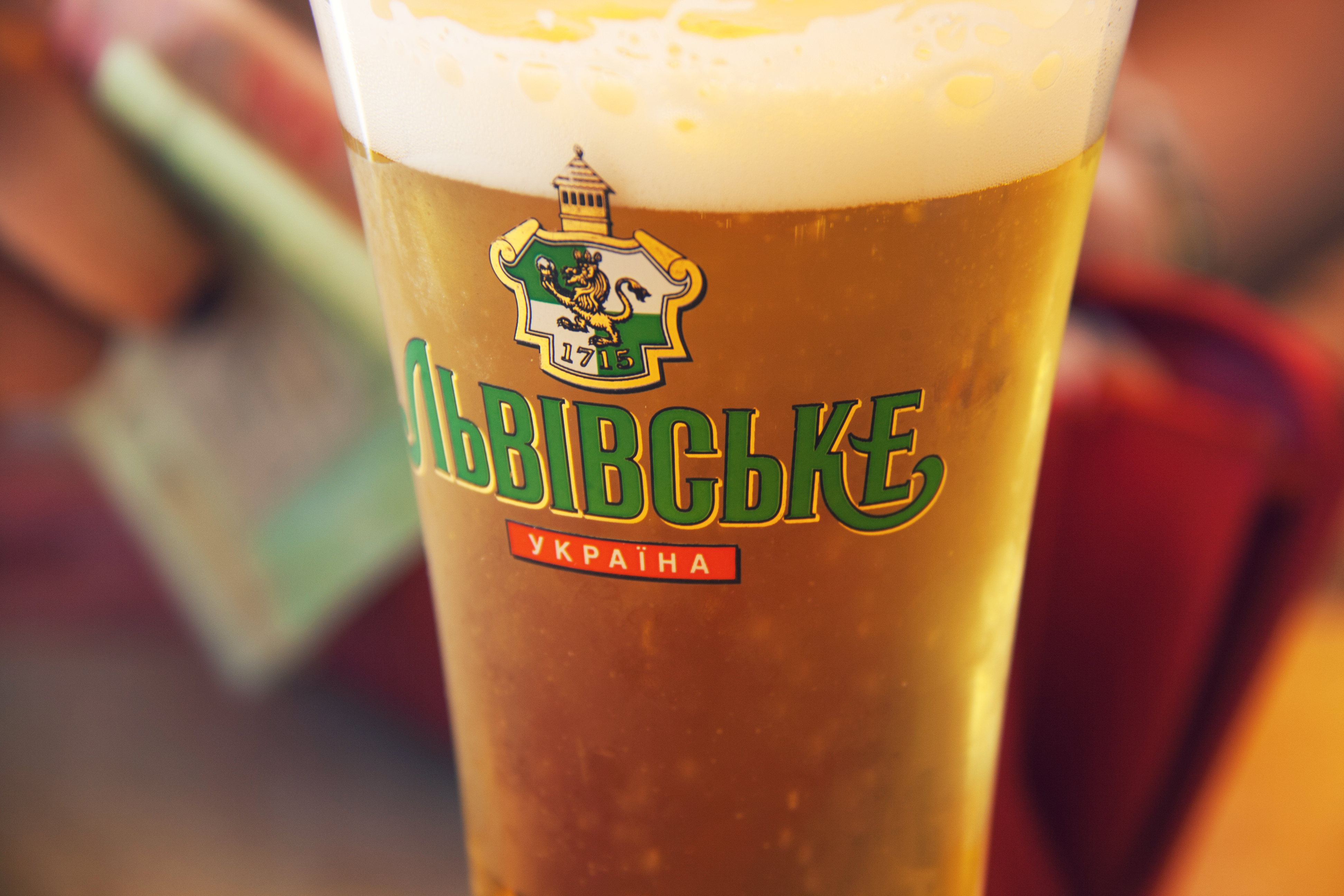

| Ölsort                                   | Typ                      | Volymprocent alkohol |
| ---------------------------------------- | ------------------------ | -------------------- |
| Robert Doms Bohemske ("Böhmiskt")        | pilsner på Böhmiskt vis  | 4,6%                 |
| Robert Doms Minkhenskiy ("från München") | dunkelöl på München-vis  | 4,0%                 |
| Robert Doms Videnskiy ("från Wien")      | bärnstenslager á la Wien | 4,2%                 |